# Onda de choque

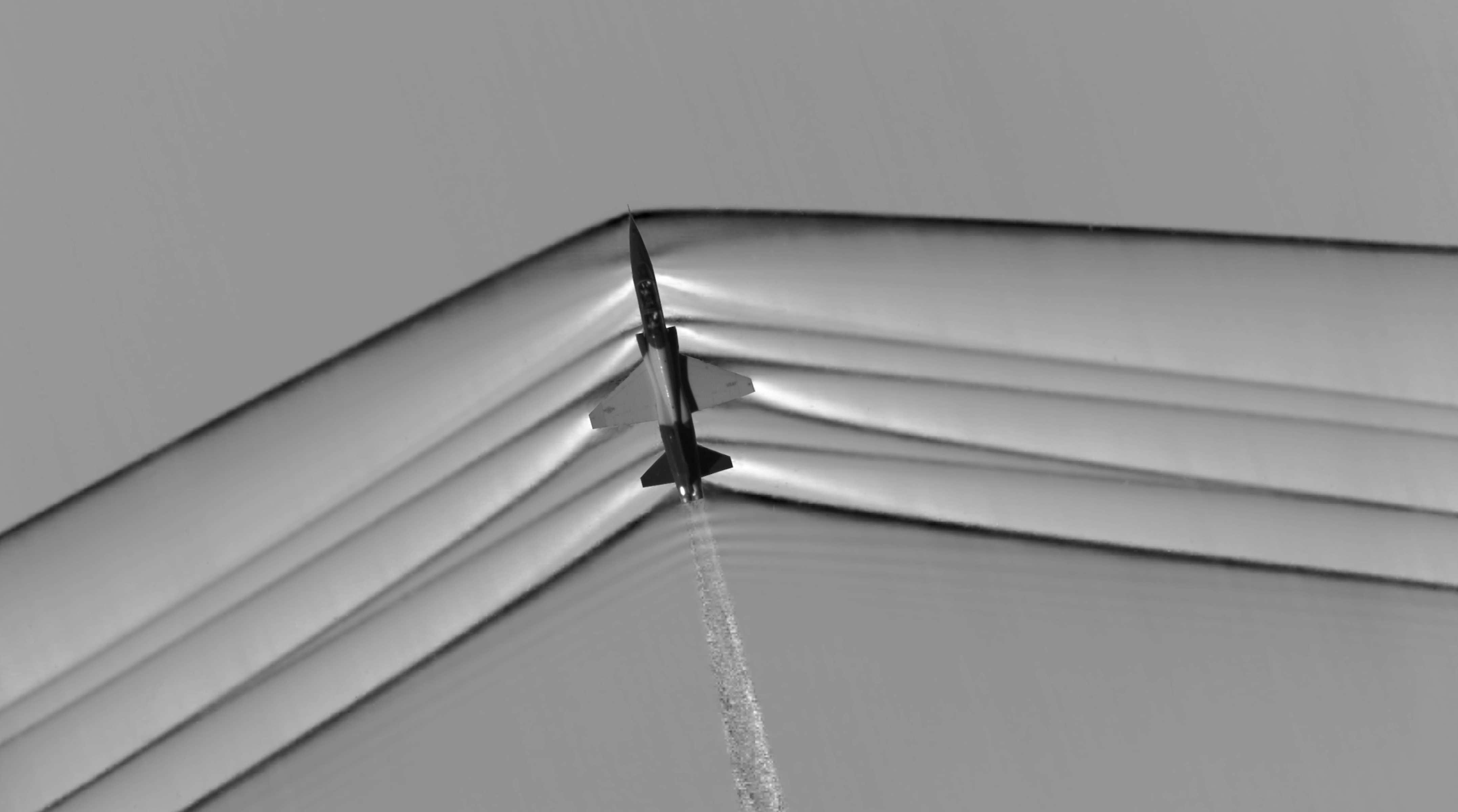
Ondas de Choque em um avião supersônico.

Onda de choque é uma onda caracterizada por ser um distúrbio em propagação onde propriedades como velocidade, pressão, temperatura ou densidade variam de maneira abrupta e quase descontínua. Esta onda pode ocorrer tanto em meios físicos, propagando-se de maneira mecânica, quanto em campos como o campo elétrico e o campo magnético. Como qualquer onda, uma onda de choque carrega energia e pode se propagar em qualquer meio (sólidos, líquidos, gases e plasma).
Uma onda de choque se forma sempre que pulsos de pressão se movem no meio com uma velocidade maior que a velocidade do som nesse meio. Isto provoca um aumento da pressão nesta região gerando uma onda de choque que também recebe o nome de estrondo sônico notado em aviões que quebram a barreira do som. Para estes aviões, formas especiais de fuselagem se tornam necessárias para superar os efeitos de encontrar esta onda de choque. Efeito semelhante pode ser observado em trens de alta velocidade quando entram em túneis. 

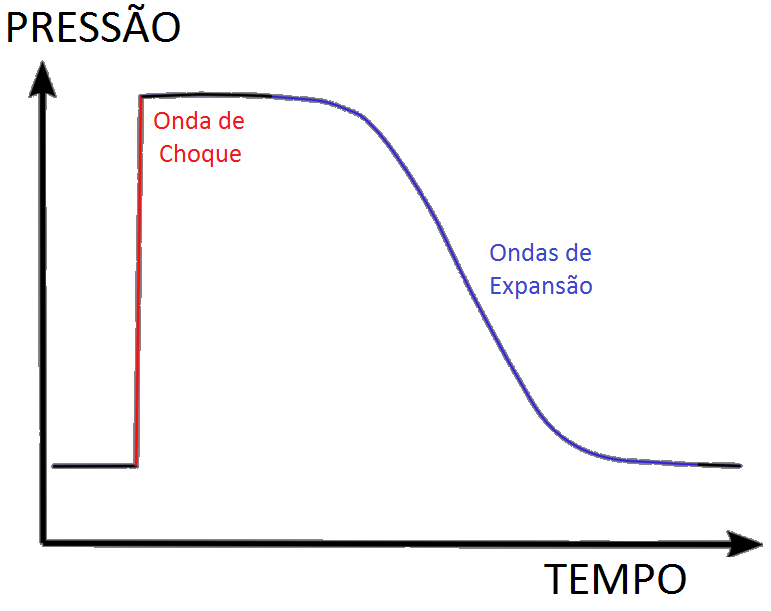
Diagrama pressão x tempo em uma onda de choque.

Outra onda de choque muito comum é o trovão. Quando uma descarga elétrica de grande intensidade corta a atmosfera na forma de um raio, provoca um aquecimento muito intenso que leva a uma expansão rápida do ar ao redor do raio. Como a velocidade da expansão excede a velocidade do som, ouvimos o estrondo sônico na forma de um trovão.

## Formação
Sabemos que o som é uma onda causada pela variação de pressão no meio, portanto, o som que ouvimos quando um avião quebra a barreira do som decorre de uma variação abrupta de pressão.
Um avião com uma velocidade subsônica (abaixo da velocidade do som) não provoca grandes perturbações na pressão, e essas pequenas perturbações possuem a velocidade do som e acabam viajando mais rápido que o próprio avião. Ou seja, ao se deslocar, a aeronave envia ao ar em sua frente "mensagens" para esse ar sair do caminho de passagem do avião. Assim, o ar contorna o avião sem provocar as ondas de choque.
Já num avião que viaja com velocidade supersônica (acima da velocidade do som), não existe esse "aviso" pois a própria aeronave está a frente das perturbações provocadas por ela. Dessa forma, o ar é deslocado repentinamente, provocando uma grande variação de pressão e causando uma onda de choque. 

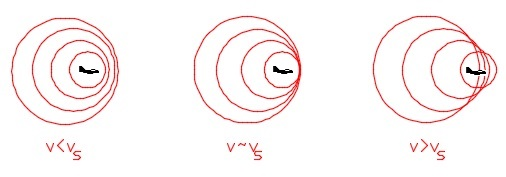
a) Velocidade do avião menor que a velocidade do som.
b) Velocidade do avião igual ou próxima a velocidade do som.
c) Velocidade do avião maior que a velocidade do som.

Uma fonte estacionária emite ondas de som esféricas. Se a fonte possui uma velocidade menor que a velocidade do som, ainda sim será propagada em formas esféricas e será percebida com frequências diferentes ao se aproximar e se afastar de um observador estacionário (Efeito Doppler). Entretanto, se a fonte viaja com uma velocidade maior que a velocidade do som, as esferas emitidas possuirão um ponto tangente em comum, formando um cone de propagação e uma zona de alta pressão. A superfície desse cone é a onda de choque e a direção de propagação da onda é perpendicular a superfície do cone. A interseção do cone com o solo é uma hipérbole, e o estrondo causado pelo rompimento da barreira de som é ouvido em todos os pontos dentro dessa hipérbole. Ondas de choque podem, a longas distâncias, se transformar em ondas sonoras normais ao perder energia (aquecendo o ar). 
Uma onda de choque é apenas uma maneira de comprimir um gás com uma velocidade supersônica. A onda de choque causa perda total de pressão, o que é uma forma menos eficiente de compressão de gás para alguns fins, como o motor Scramjet.

## Número de Mach
O Número de Mach ({\displaystyle \ M}) é definido pela razão entre o módulo da velocidade de um objeto na atmosfera ({\displaystyle {v}}) (o avião) e o módulo da velocidade do som ({\displaystyle {v_{s}}}):
{\displaystyle \ M={\frac {v}{v_{s}}}}
Quando M<1, temos velocidades subsônicas e para M>1, velocidades supersônicas. 
O inverso de {\displaystyle \ M} é o seno do meio ângulo φ que ocorre no Cone de Mach, que é o cone formado em uma onda de choque: 
{\displaystyle sen}(φ) {\displaystyle ={\frac {v_{s}}{v}}}
 

Quanto maior for a velocidade do objeto, menor será o ângulo de abertura do cone. 

Na terceira figura, em que {\displaystyle {v}>{v_{s}}}, qualquer frente de onda é dada por {\displaystyle {vt}}, onde {\displaystyle {v}} é a velocidade do som e {\displaystyle {t}} é o tempo decorrido desde que a fonte emitiu essa frente. Todas as frentes se agrupam em forma de V (mas na verdade estão em três dimensões, formando um cone, o Cone de Mach). É esse agrupamento de frentes de onda que causa a abrupta variação (primeiro elevação e depois queda) de pressão do ar, formando uma onda de choque.

## Tipos
- Normal: quando a onda de choque é perpendicular a direção do objeto que causou a quebra de barreira de som.
- Oblíqua: dependendo da forma do objeto e de sua velocidade, um ângulo pode ser formado e a onda de choque será inclinada. O nariz e as asas do avião causam esse tipo de onda de choque.[4]

## Exemplos e aplicações

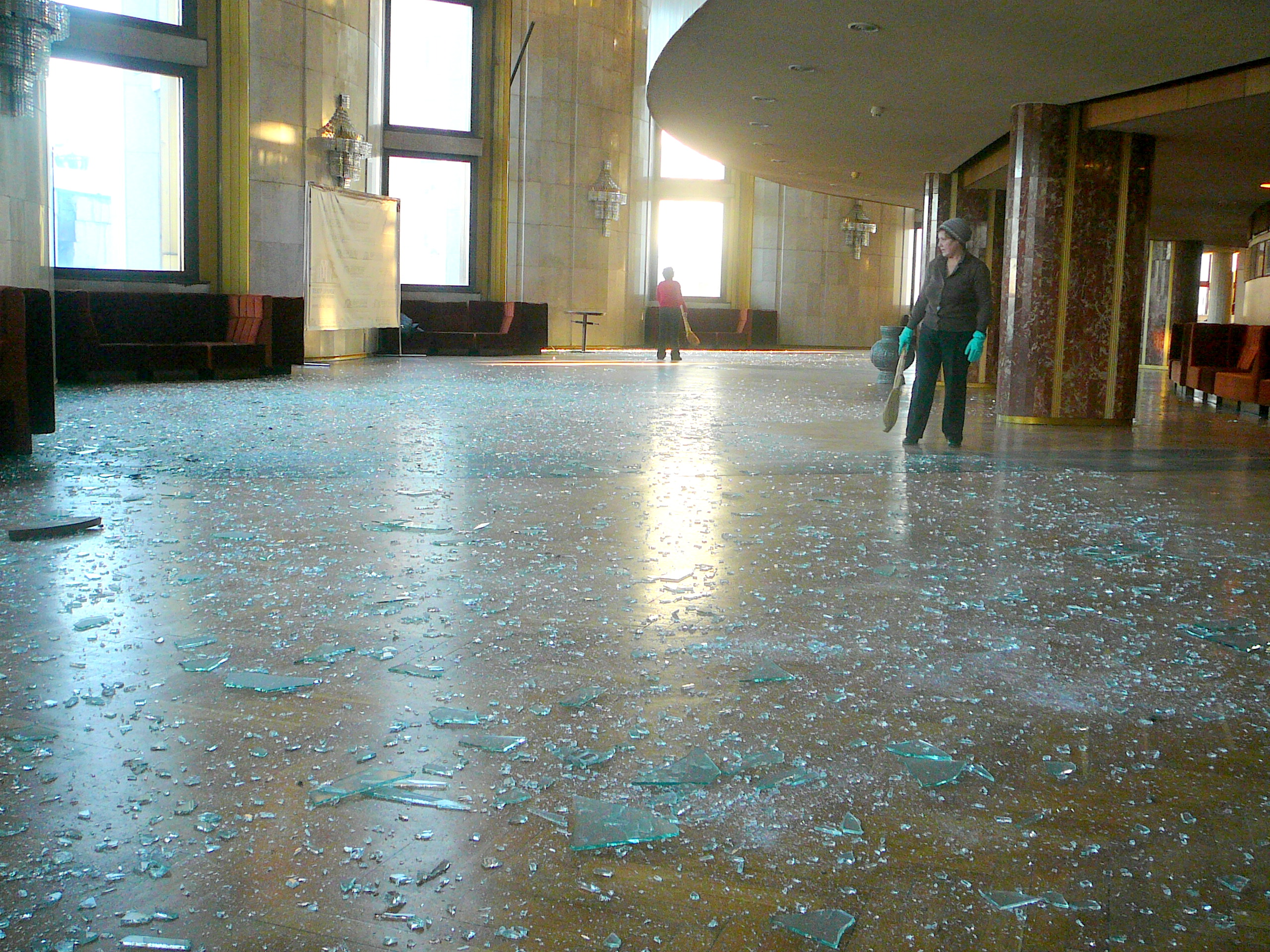
Danos causados por ondas de choque de um meteoro

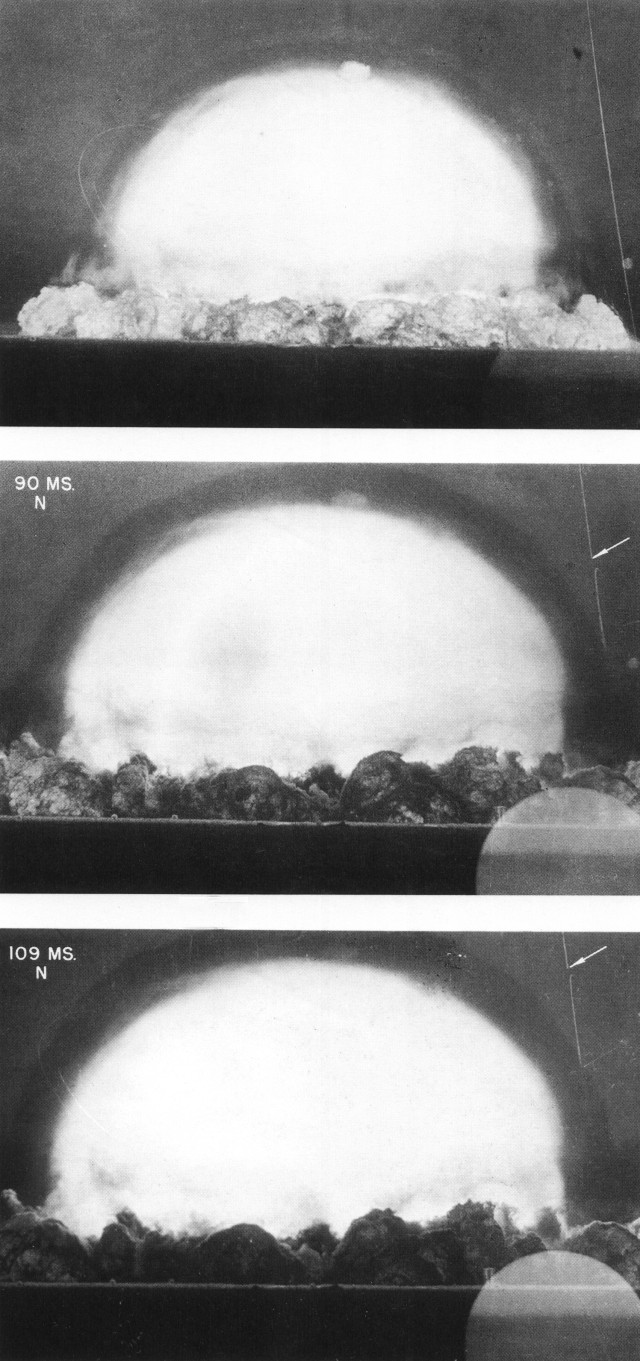
Imagens do teste da bomba atômica americana. É possível notar a onda de choque se expandindo a frente da bola de fogo produzida pela detonação.

- O evento de Tunguska e o Meteoro de Cheliabinsk são as evidências mais bem documentadas da onda de choque produzida por um meteoro enorme. Estima-se que o Meteoro de Cheliabinsk, ao adentrar a atmosfera terrestre, tinha aproximadamente 10 000 megagramas de massa e 17 m de diâmetro, liberando o equivalente a 500 quilotons de energia durante o evento.[5] Para efeitos de comparação, a bomba nuclear jogada sobre Hiroshima liberou cerca de 13 quilotons de energia.[6] As ondas de choque do meteoro produziram danos diretamente abaixo do caminho do meteoro, causando o rompimento de dezenas de milhares de vidros na cidade de Chelyabinsk e áreas vizinhas na Siberia.
- Um dos famosos casos envolvendo ondas de choque causados por aeronaves se deu no domingo de 1 de julho de 2012, quando um caça Mirage F 2000 da Força Aérea Brasileira fez quebrar os vidros do Supremo Tribunal Federal, em Brasília.[7][8]

- Uma onda de choque envolvendo partículas é a causa do Efeito Tcherenkov. Quando uma partícula acima da velocidade da luz atravessa um meio isolante, libera energia em forma de radiação eletromagnética, que pode estar dentro do espectro visível, o que possibilita observar um rastro brilhante marcando sua passagem.

- As ondas de choque também têm efeitos terapêuticos em patologia músculo-esquelética de carácter crônico no âmbito da Medicina Física e de Reabilitação.
- Parte do som ouvido quando um rifle é disparado é o estrondo (ou estampido) sônico produzido pela bala, já que ela tem uma velocidade maior que a velocidade do som.
- O estalo de um chicote também é um estrondo sônico, pois no final do movimento a ponta do chicote se move mais rápido que a velocidade do som.